# اخبار تلویزیون (فیلم)
خبرگزاری (به انگلیسی: Broadcast News) فیلمی به کارگردانی جیمز ال. بروکس با بازی ویلیام هرت محصول کشور فرانسه است.